# Christoph Alster
Christoph Alster (ur. 19 lutego 1980 w Egg) – austriacki narciarz alpejski, złoty medalista mistrzostw świata juniorów.

## Kariera
Po raz pierwszy na arenie międzynarodowej Christoph Alster pojawił się 6 grudnia 1995 roku w Altaussee, gdzie w zawodach FIS Race nie ukończył drugiego przejazdu w slalomie. W 1999 roku wystartował na mistrzostwach świata juniorów w Pra Loup, gdzie zwyciężył w gigancie. W zawodach tych wyprzedził bezpośrednio Francuza Freddy'ego Recha oraz Mitję Dragšicia ze Słowenii. Na rozgrywanych rok później mistrzostwach świata juniorów w Quebecu był między innymi piąty w tej konkurencji oraz ósmy w supergigancie.
W zawodach Pucharu Świata zadebiutował 7 grudnia 2001 roku w Val d’Isère, gdzie został zdyskwalifikowany w supergigancie. Pierwsze pucharowe punkty zdobył 26 stycznia 2002 roku w Garmisch-Partenkirchen, zajmując 27. miejsce w tej samej konkurencji. Najlepszą lokatę w zawodach tego cyklu wywalczył 23 stycznia 2009 roku w Kitzbühel, gdzie supergiganta ukończył na 21. pozycji. Najlepsze wyniki osiągnął w sezonie 2008/2009, który kończył na 131. miejscu w klasyfikacji generalnej. Nie startował na mistrzostwach świata ani igrzyskach olimpijskich.

## Osiągnięcia

### Mistrzostwa świata juniorów
| Miejsce | Dzień     | Rok  | Miejscowość | Konkurencja | Czas biegu  | Strata  | Zwycięzca          |
| ------- | --------- | ---- | ----------- | ----------- | ----------- | ------- | ------------------ |
| 1.      | 13 marca  | 1999 | Pra Loup    | Gigant      | 1:48,10 min | -       | -                  |
| 23.     | 21 lutego | 2000 | Québec      | Zjazd       | 1:10,77 min | +2,02 s | Thomas Graggaber   |
| 8.      | 22 lutego | 2000 | Québec      | Supergigant | 1:15,69 min | +1,18 s | Klaus Kröll        |
| DNF1    | 25 lutego | 2000 | Québec      | Slalom      | 1:52,95 min | -       | Daniel Défago      |
| 5.      | 26 lutego | 2000 | Québec      | Gigant      | 1:52,09 min | +0,56 s | Georg Streitberger |

### Puchar Świata

#### Miejsca w klasyfikacji generalnej
- sezon 2001/2002: 144.
- sezon 2006/2007: 143.
- sezon 2007/2008: 133.
- sezon 2008/2009: 131.

#### Miejsca na podium
Alster nie stawał na podium zawodów PŚ.